# 小林優斗
小林 優斗（こばやし ゆうと、1992年1月17日 - ）は、日本の俳優。東京都出身。血液型はO型。特技はサッカー。フリーランス。

## 経歴
2008年11月22日公開の映画『俺たちに明日はないッス』でデビュー。
翌2009年11月14日公開の映画『ワカラナイ WHERE ARE YOU?』では17歳にして主役を演じる。この映画の撮影で小林政広監督は新人の彼に対し、極貧で孤独な少年という役を演じさせるために携帯電話を取り上げた上、スタッフとの会話を一切禁止し、1人きりでユースホステルに宿泊させるなどの役作りをさせた。その他にも役柄にリアリティーを出すために撮影現場に徒歩で通勤したり、食事も本番中に食べる一日一食のみ、撮影期間中は風呂にも入らなかった。
2008年のデビュー以来所属していたノックアウトを退所、フリーで役者活動をしている。

## 人物
何かを抱えているような陰のある役柄を演じており、『ワカラナイ』の小林政広監督は「初めて会った時の印象が強くてね。すごいコンプレックスを持っている、ちょっと変わっている子だなあと思った。」と語っている。

## 出演
- 主演は役名を太字で示す。

### テレビドラマ
- SOIL（2010年、WOWOW） - 宮原健人 役
- 相棒 season9 第10話「聖戦」（2011年1月1日、テレビ朝日 / 東映） - 富田広人（青年期） 役
- 美咲ナンバーワン!!（2011年1月 - 3月、日本テレビ） - 島本優斗 役
- 金曜プレステージ 『女検視官・江夏冬子〜血だまりの滴〜』（2012年5月11日、フジテレビ） - 中川耕太 役
- 月曜ゴールデン「医師・円城寺修2・恨みの報酬」（2012年6月4日、TBSテレビ） - 井原秀介 役
- あまちゃん（2013年、NHK） - 長内克也 役
- 八重の桜（2013年、NHK） - 野沢鶏一 役
- お父さんは高校生（2014年） - 大木五郎 役
- 警視庁 ナシゴレン課 第2話（2016年10月25日、テレビ朝日） - そば屋の出前の男 役
- 眩（2017年） - 五助 役
- 孤独のグルメ Season6 第2話    （2017年4月15日、テレビ東京）  - 若者 役

### 映画
- 俺たちに明日はないッス（2008年・タナダユキ監督）
- ワカラナイ WHERE ARE YOU?（2009年・小林政広監督） - 川井亮 役
- スラッカーズ 傷だらけの友情（2009年・渡邊貴文監督） - 松村浩一 役
- お前の母ちゃんBitch!（2010年・内田春菊監督） - 五月雨ユウ 役
- この空の花 長岡花火物語（2012年） - 曽根晋太郎 役
- ケイコ先生の優雅な生活（2012年・城定秀夫監督） - 戸田 役
- セカンドバージンの女 通り雨（2012年6月公開 池袋シネマロサ劇場　製作 /シネマ・クリエイション・レジェンドピクチャーズ、R15+指定 / 監督：成田裕介） - 主演
- ひまわり〜沖縄は忘れない あの日の空を〜（2013年・及川善弘監督）
- 連結部分は電車が揺れる　妻の顔にもどれない（2013年・内田春菊監督）

### コマーシャル
- 西友 惣菜「ミニ」編